# Апостольська нунціатура в Україні
Апо́стольська нунціату́ра в Украї́ні — повноважне дипломатичне представництво Святого Престолу в Україні.

## Історія
Про перші відносини Святого Престолу з державними утвореннями, які існували на території сучасної України, відомо ще з кінця X ст. Активізувалися відносини між Римським престолом і Україною від XIII століття. Папа Інокентій IV 1253 році коронував князя Данила Галицького.
Дипломатичні відносини з Ватиканом підтримувала Західноукраїнська Народна Республіка. У травні 1919 році її посла графа Михайла Тишкевича прийняв Папа Бенедикт XV, а 23 лютого 1920 року о. Джованні Дженоккі був призначений Апостольським візитатором в Україну. Через наступ більшовиків у грудні 1921 року він повернувся до Рима.
Дипломатичні стосунки між Святим Престолом та незалежною Україною були встановлені 8 лютого 1992 року. Цим днем датоване бреве папи Івана Павла II «Ucrainam Nationem», яким він канонічно заснував Апостольську нунціатуру в Україні.

## Список Апостольських нунціїв в Україні
| N | Країна  | Апостольський нунцій               | Зображення | Походження | Інформація                                                                           |
| - | ------- | ---------------------------------- | ---------- | ---------- | ------------------------------------------------------------------------------------ |
| 1 | Ватикан | отець Джованні Дженоккі            |            | Італія     | призначений 16 лютого 1920                                                           |
| 2 | Ватикан | архієпископ Антоніо Франко         |            | Італія     | призначений 28 березня 1992, вірчі грамоти вручив 19 серпня 1992 — 6 квітня 1999.    |
| 3 | Ватикан | архієпископ Нікола Етерович        |            | Хорватія   | призначений 22 травня 1999, вірчі грамоти вручив 31 серпня 1999 — 11 лютого 2004.    |
| 4 | Ватикан | архієпископ Іван Юркович           |            | Словенія   | призначений 22 квітня 2004, вірчі грамоти вручив 16 червня 2004 — 19 лютого 2011.    |
| 5 | Ватикан | преподобний отець Вечеслав Тумір   |            | Хорватія   | Тимчасовий Повірений у справах Ватикану в Україні у 2011 році.                       |
| 6 | Ватикан | архієпископ Томас Едвард Ґалліксон |            | США        | призначений 21 травня 2011, вірчі грамоти вручив 11 листопада 2011 — 5 вересня 2015. |
| 7 | Ватикан | архієпископ Клаудіо Гуджеротті     |            | Італія     | призначений 13 листопада 2015, вірчі грамоти вручив 12 січня 2016 — 4 липня 2020     |
| 8 | Ватикан | архієпископ Вісвальдас Кульбокас   |            | Литва      | призначений 15 червня 2021, вірчі грамоти вручив 1 жовтня 2021                       |

## Контактна інформація
Адреса Апостольської нунціатури:

м. Київ, 01901, вул. Олександра Кониського, 40